# Anne Marie Howard
Anne Marie Howard (née le 31 mars 1960 à San Diego) est une actrice américaine.

## Biographie
Anne Marie Howard est née à San Diego, en Californie, au Balboa Naval Hospital (en), où son père, Thomas Howard, était dentiste dans l'U.S. Navy. Elle est l'aînée d'une famille de cinq enfants.
À deux ans elle part pour Ottumwa, dans l'Iowa et, à quatorze ans, pour Davenport, dans l’Iowa.

## Filmographie

### Cinéma

#### Courts métrages
- 1998 : The Robber de Michael Mayer : la femme
- 2000 : Kathryn's Promise de Gina Cafasso : Kathryn adulte
- 2001 : My Friend's Love Affair de Bruce Coughran : Mary
- 2001 : The Caretaker de James Tugend : Susan Wilson
- 2002 : Definite Maybe de Nesh Vulovich : Nadine Rossmore
- 2004 : Boy-Next-Door de Travis Davis : la thérapeute
- 2011 : One Minute de Dutch Merrick : Idled American

#### Films
- 1982 : Model Behaviour (en) de Bud Gardner : Becky
- 1987 : Prince des ténèbres (Prince of Darkness) de John Carpenter : Susan Cabot
- 1992 : Ghost Ship de James T. Flocker : Doris Seneke
- 1999 : Flic de haut vol (Blue Streak) de Les Mayfield : officier
- 2004 : The Least Likely Candidate de Will Hartman : Carol King
- 2005 : Shopgirl de Anand Tucker : Mandy
- 2005 : The Weather Man de Gore Verbinski : Co-Anchor
- 2006 : Chloe's Prayer de Maura Mackey : Mme Lawrence
- 2006 : Lost Signal de Brian McNamara : Sylvia Mathews
- 2008 : Solar Destruction (Solar Flare) de Fred Olen Ray : une présentatrice de télévision
- 2008 : Rien que pour vos cheveux (You Don't Mess with the Zohan) de Dennis Dugan : une reporter
- 2008 : The Least of These de Nathan Scoggins : une journaliste
- 2008 : Finding Red Cloud de Michael O'Connor : une employée de bureau
- 2009 : Fuel de Oktay Ortabasi : Lucinda
- 2012 : The Collection de Marcus Dunstan : une journaliste
- 2012 : Stone Markers de Tony Canonico et Dale Fabrigar : une reporter
- 2014 : Maman à 16 ans (Zoe Gone) de Conor Allyn : infirmière Adams
- 2014 : April Rain de Luciano Saber : une reporter
- 2018 : Sœurs jumelles, sœurs ennemies (Downward Twin) de Buz Wallick : Agent immobilier Grant & Sattler
- 2021 : Final Frequency de Tim Lowry : une reporter

### Télévision

#### Séries télévisées
- 1986 : Les Routes du paradis (Highway to Heaven) : Trish Kelly (saison 3 épisodes 7 et 8)
- 1987-1993 : Another World : Nicole Love (22 épisodes)
- 1990-1991 : Des jours et des vies (Days of our Lives) : Kimberly Brady (49 épisodes)
- 1997 : Los Angeles Heat : Miss Roland (saison 1 épisode 18)
- 1998 : Diagnostic : Meurtre (Diagnosis Murder) : Donna Lopez (saison 6 épisode 10)
- 2002 : Ellie dans tous ses états (Watching Ellie) : femme captivante (saison 1 épisode 7)
- 2002 : Power Rangers : Force animale (Power Rangers Wild Force) : Reporter #3
- 2003 : Boston Public : Miss Sofer (saison 3 épisode 15)
- 2003 : Amy (Judging Amy) : Fiona Chandler (saison 5 épisode 2)
- 2004 : Cold Case : Affaires classées : Jennifer (saison 1 épisode 13)
- 2004-2006 : Allie Singer : Car-wren Heckerling (3 épisodes)
- 2005 : Urgences (ER) : Shoud (saison 12 épisode 3)
- 2006 : Commander in Chief : reporter Sharon (saison 1 épisode 13)
- 2006 : Esprits criminels (Criminal Minds) : Celia Bryant (saison 2 épisode 1)
- 2006 : Drake et Josh (Drake & Josh) : productrice (saison 4 épisode 1)
- 2006 : Close to Home : Juste Cause : Charlene Darcy (saison 2 épisode 4)
- 2006 : Standoff : Les Négociateurs : Susan Langdon (saison 1 épisode 9)
- 2007 : Las Vegas : Mme Taylor (saison 4 épisode 11)
- 2007 : Preuve à l'appui (Crossing Jordan) : Andrea Ripton (saison 6 épisode 9)
- 2008 : General Hospital: Night Shift (en) : Nicole (saison 2 épisode 2)
- 2008 : Monk : journaliste (saison 7 épisode 8)
- 2008 : Desperate Housewives : femme du monde (saison 5 épisode 2)
- 2009 : La Tempête du siècle (The Storm) : Margaret Spurlock (mini-série)
- 2009 : Nip/Tuck : Paula Hoberman (saison 6 épisode 1)
- 2010 : Castle : Angela Russo (saison 3 épisode 6)
- 2010-2011 : Championnes à tout prix (Make It or Break It) : annonceuse / annonceuse sportif (saison 1 épisode 20 et saison 2 épisode 15)
- 2011 : Private Practice : Pam (saison 4 épisode 18)
- 2015 : I Love You... But I Lied : Sandra (saison 1 épisode 2)
- 2016 : House of Cards : correspondante (saison 4 épisode 9 et 10 (non créditée)
- 2016 : Star Trek: Progeny : Caelia Avitus (1 épisode)

#### Téléfilms
- 1984 : Young Hearts de Tony Mordente : Karen Fettis
- 1996 : O. Henry's Christmas (segment One Thousand Dollars) de John Driver : Miriam Haydn
- 2012 : 193 coups de folie (Blue-Eyed Butcher) de Stephen T. Kay : experte judiciaire
- 2017 : Tutor Pimp de Amy Kersten : Simone